# Tuffi ai campionati mondiali di nuoto 2011 - Trampolino 1 metro maschile
La competizione di tuffi dal trampolino 1 metro maschile dei campionati mondiali di nuoto 2011 si è disputata nei giorni 16 e 18 luglio 2011 allo Shanghai Oriental Sports Center di Shanghai. La gara si è svolta in due fasi: il 16 luglio 2011 si è disputato il turno eliminatorio cui hanno partecipato 39 atleti. I migliori dodici hanno gareggiato per le medaglie nella finale tenutasi il 18 luglio 2011.

## Medaglie
| Posizione | Atlete          | Paese    |
| --------- | --------------- | -------- |
| Oro       | Li Shixin       | Cina     |
| Argento   | He Min          | Cina     |
| Bronzo    | Pavlo Rozenberg | Germania |

## Risultati
In verde sono indicati gli atleti ammessi alla finale.
| Pos. | Atleta                    | Nazionalità   | Preliminare | Preliminare | Finale | Finale |
| Pos. | Atleta                    | Nazionalità   | Punti       | Pos.        | Punti  | Pos.   |
| ---- | ------------------------- | ------------- | ----------- | ----------- | ------ | ------ |
| 1    | Li Shixin                 | Cina          | 438.00      | 1           | 463.90 |        |
| 2    | He Min                    | Cina          | 432.95      | 2           | 444.00 |        |
| 3    | Pavlo Rozenberg           | Germania      | 385.40      | 6           | 436.50 |        |
| 4    | Chris Colwill             | Stati Uniti   | 387.80      | 5           | 427.15 | 4      |
| 5    | Javier Illana             | Spagna        | 408.45      | 3           | 402.40 | 5      |
| 6    | Reuben Ross               | Canada        | 378.50      | 7           | 401.40 | 6      |
| 7    | Evgenij Kuznecov          | Russia        | 378.25      | 8           | 388.10 | 7      |
| 8    | Andrzej Rzeszutek         | Polonia       | 369.60      | 10          | 368.95 | 8      |
| 9    | Aaron Fleshner            | Stati Uniti   | 373.20      | 9           | 364.60 | 9      |
| 10   | Amund Gismervik           | Norvegia      | 362.90      | 12          | 346.65 | 10     |
| 11   | Daniel Islas              | Messico       | 393.85      | 4           | 307.35 | 11     |
| 12   | Alexander Andersen        | Svezia        | 363.95      | 11          | 282.15 | 12     |
| 13   | Oleksandr Horškovozov     | Ucraina       | 361.75      | 13          |        |        |
| 14   | Christopher Mears         | Gran Bretagna | 361.20      | 14          |        |        |
| 15   | Damien Cély               | Francia       | 352.40      | 15          |        |        |
| 16   | Oleksij Pryhorov          | Ucraina       | 352.30      | 16          |        |        |
| 17   | Sebastián Villa Castañeda | Colombia      | 349.30      | 17          |        |        |
| 18   | Stefanos Paparounas       | Grecia        | 347.50      | 18          |        |        |
| 19   | Grant Nel                 | Australia     | 340.85      | 19          |        |        |
| 20   | Alexandros Manos          | Grecia        | 340.50      | 20          |        |        |
| 21   | Matthieu Rosset           | Francia       | 337.95      | 21          |        |        |
| 22   | Jonathan Jörnfalk         | Svezia        | 335.35      | 22          |        |        |
| 23   | Tommaso Rinaldi           | Italia        | 332.65      | 23          |        |        |
| 24   | Ville Vahtola             | Finlandia     | 321.95      | 24          |        |        |
| 25   | François Imbeau-Dulac     | Canada        | 312.95      | 25          |        |        |
| 26   | Andrea Aloisio            | Svizzera      | 309.70      | 26          |        |        |
| 27   | Kevin Chávez              | Messico       | 308.85      | 27          |        |        |
| 28   | Igor' Koriakin            | Russia        | 291.95      | 28          |        |        |
| 29   | Yorick de Bruijn          | Paesi Bassi   | 288.20      | 29          |        |        |
| 30   | Constantin Blaha          | Austria       | 287.95      | 30          |        |        |
| 31   | Stephan Feck              | Germania      | 283.95      | 31          |        |        |
| 32   | Hamad Saleh               | Kuwait        | 282.55      | 32          |        |        |
| 33   | Jack Laugher              | Gran Bretagna | 279.55      | 33          |        |        |
| 34   | Poon Wai Chong Jason      | Hong Kong     | 256.00      | 34          |        |        |
| 35   | Eirik Valheim             | Norvegia      | 253.35      | 35          |        |        |
| 36   | Diego Carquin             | Cile          | 250.85      | 36          |        |        |
| 37   | Donato Neglia             | Cile          | 238.55      | 37          |        |        |
| 38   | Luthfi Niko Abdillah      | Indonesia     | 236.20      | 38          |        |        |
| 39   | Chow Ho Wing              | Hong Kong     | 236.10      | 39          |        |        |